# VOEA Ngahau Koula (P301)
VOEA Ngahau Koula (P301) es un buque patrullero diseñado y construido por Australia para la Marina de Tonga. Su nombre significa "Flecha Dorada".
Luego de que la Convención de las Naciones Unidas sobre el Derecho del Mar estableciera que toda nación marítima tenía derecho a ejercer el control sobre una zona económica exclusiva de 200km, Australia acordó dar pequeñas embarcaciones patrulleras a Tonga y otros once países del Foro de las Islas del Pacífico.
Tonga recibió tres embarcaciones patrulleras clase pacífico en 1989, 1990 y 1991, VOEA Neiafu, VOEA Pangai y VOEA Savea, respectivamente. Australia entregó Ngahau Koula a Tonga el 21 de junio de 2019.

## Historia operacional
Ngahau Koula fue puesto en servicio por el rey Tupou VI, el 16 de octubre de 2019.
Tras la erupción del Hunga Tonga de 2022, Ngahau Koula fue desplegado a Ha'apai  trasladando personal médico, agua potable, comida y carpas para los damnificados. Asimismo, trasladó a los 62 sobrevivientes evacuados de la Isla Mango —la más cercada al volcán—, en la cual todos los hogares fueron destruidos por las olas del tsunami.